# Heraclea Lyncestis
Heraclea Lyncestis (tudi Herakleia Lynkestis) je zgodovinsko mesto, ustanovljeno pod Filipom II. Makedonskim sredi 4. stoletja pred našim štetjem na severozahodnem delu ozemlja tedanjega Makedonskega kraljestva. Mesto je bilo poimenovano v čast grškega mitološkega junaka Herkula. Pridevek Lyncestis v grščini pomeni zemlja risov. Danes spominjajo nanj njegove ruševine, ki se nahajajo v bližini makedonskega mesta Bitole. Lokacija je sestavljena iz plasti, ena naselbina je nad drugo. Prva in najnižja je naselbina iz poznobronastega in starejše železnega obdobja, nad njo je helenistično obdobje, nad njo rimskim, ter nad rimsko zgodnje Bizantinska Herakleja.

## Ustanovitev Filipa II.
Ustanovil ga je Filip II. Makedonski sredi 4. stoletja pr. n. št. Mesto je dobilo ime v čast mitološkega junaka Herakleja. Ime Lynkestis izvira iz imena starodavnega kraljestva, ki ga je osvojil Filip, kjer je bilo mesto zgrajeno.
Herakleja je bila v helenističnem obdobju strateško pomembno mesto, saj je bila na robu makedonske meje z Epirom na zahodu in Peonije na severu, vse do sredine 2. stoletja pred našim štetjem, ko so Rimljani osvojili Makedonijo in uničili njeno politično moč. Rimljani so razdelili Makedonijo na 4 regije in Herakleja je bila v provinci Makedonija Prima. Glavna rimska cesta na tem območju, Via Egnatia, je potekala skozi Heraklejo, ki je bila pomembna postaja. Blaginja mesta se je ohranjala predvsem zaradi te ceste. Objekti, odkriti iz časa rimske vladavine, so votivni spomeniki, portik, terme (kopeli), gledališče in mestno obzidje.

## Rimsko obdobje
V času obdobja helenizma je bil strateško pomemben, ležal je na robu meje Makedonije z Epirom na zahodu in z negrškim svetom na severu vse do srede 2. stoletja pred našim štetjem, ko so Rimljani osvojili Makedonijo in zrušili njeno politično moč. Sledila je porazdelitev Makedonije na štiri dele, sama Heraclea pa je pripadla četrti regiji. Glavna rimska cesta na tem ozemlju, Via Egnatia, je šla skozi njo, s tem pa se je mesto razvilo v središče pokrajine. Na tem ozemlju so odkrili predmete iz tega obdobja, kot so: amfiteater, kopališče, mestno obzidje, stebri, votivni predmeti.

### Amfiteater
Rimski cesar Hadrijan je zgradil gledališče v središču mesta, na hribu, ko so obnavljali številne stavbe v rimski provinci Makedoniji. Uporabljati so ga začeli med vladavino Antonina Pija. Leta 1931 odkrita majhna koščena vstopnica za sedež v 14. (od 20) vrsti je najzgodnejši znani dokaz obstoja gledališča. Samo gledališče je bilo odkrito šele leta 1968. V gledališču so bile tri živalske kletke in v zahodnem delu rov. Gledališče se je umaknilo v poznem 4. stoletju našega štetja, ko so bili gladiatorski boji v Rimskem cesarstvu prepovedani zaradi širjenja krščanstva, oblikovanja Vzhodnega rimskega cesarstva in opustitev, kot so takrat razumeli, poganskih obredov in zabave.

## Pozna antika in bizantinsko obdobje
V zgodnjem bizantinskem obdobju (4. do 6. stoletje) je Heraclea postala pomembno škofijsko središče. Nekateri izmed njenih škofov so bili omenjeni na sinodah v Serdici (Sofija) kot škof Evagrij iz Herakleje v aktih Sardiškega koncila iz leta 343 in ostalih okoliških mestih. Mala in velika bazilika, škofovska rezidenca ter pogrebna bazilika in nekropola so nekateri ostanki tega obdobja. Tri ladje v veliki baziliki so prekrite z mozaiki zelo bogate cvetlične in figurativne ikonografije; ti dobro ohranjeni mozaiki pogosto veljajo za odlične primere obdobja zgodnje krščanske umetnosti.
Drugi škofje iz Herakleje so znani med 4. in 6. stoletjem našega štetja kot škof Kvintilin, omenjen v Aktih drugega koncila v Efezu iz leta 449 našega štetja. Mesto so oplenile ostrogotske / vizigotske sile, ki jim je leta 472 poveljeval Teoderik Veliki in kljub velikemu darilu mestnega škofa je bilo ponovno oplenjeno leta 479. Obnovljeno je bilo v poznem 5. in začetku 6. stoletja. Ko je leta 518 prizadel potres, so prebivalci Herakleje postopoma zapustili mesto. Kasneje, na predvečer 7. stoletja, so se na tem območju naselili Dragoviti, slovansko pleme, ki so ga s severa potisnili Avari. Zadnja izdaja kovancev je iz ca. 585, kar nakazuje, da so mesto dokončno zavzeli Slovani. Posledično so namesto zapuščenega mestnega gledališča zgradili več koč.

### Mozaiki
Tako imenovano Malo baziliko so odkrili med izkopavanji pred izbruhom druge svetovne vojne med letoma 1936 in 1938. Sprva so mislili, da gre za starodavno palačo, v kasnejših raziskavah od leta 1960 do 1964 pa je postalo jasno, da je bila zgodnjekrščanska bazilika. Znotraj bazilike je okrašen talni mozaik, položen v tehniki opus sectile, odkritih je bilo več prostorov. Prvi prostor je služil za krst, v drugem pa je talni mozaik izdelan v tehniki opus tessellatum. Po nastanku kompleksa Velike bazilike se je funkcija teh prostorov spremenila. Z odkritjem sten so elektronsko rekonstruirali arhitektonsko plastiko in tlake.
Velika bazilika je monumentalna stavba s prostorom odprtih verandnih stebrišč, prostorom eksonarteksa, enim narteksom, dvema severnima prizidkoma in prostorom treh južnih prizidkov. Tla v teh sobah imajo mozaike z geometrijskimi in cvetličnimi motivi. Mozaik v narteksu je zgodnje-bizantinska umetnost, velika kompozicija v velikosti 100 m. Tu so ptice, drevesa, grmi, rdeči pes, ki je simbol raja, in živali zveri kot domena zemlje. Ta mozaik je iz konca 6. stoletja. Velika bazilika je zgrajena na drugi že obstoječi baziliki in naj bi bila zgrajena nekje med 4. in 6. stoletjem.
Mozaična tla Velike bazilike so upodobljena na hrbtni strani makedonskega bankovca za 5000 denarjev, izdanega leta 1996.
Škofovsko rezidenco so izkopavali med letoma 1970 in 1975. Najprej so odkrili zahodni del, južni pa je blizu mestnega obzidja. Luksuzne sobe se nahajajo v vzhodnem delu. Vse 2., 3. in 4. soba imajo tla iz mozaika. Med 3. in 4. sobo je luknja, ki je vodila do vzhodnega vhoda v rezidenco. Luknja je bila namenoma ustvarjena med 4. in 6. stoletjem.